# Émile Gros Raymond Nakombo
Émile-Gros Raymond Nakombo, né le 3 décembre 1956 à Berbérati (Haute-Sangha), est un homme politique, économiste et dirigeant d’entreprise centrafricain.

## Formation
Après une scolarité aux séminaires Saint André de Berbérati et Saint Paul de Bangui, il poursuit ses études à l’université de Bangui puis à l'Académie d'études économiques de Bucarest (promotion 1979).

## Carrière professionnelle
Occupant au cours de sa carrière professionnelle divers postes de direction, il est successivement directeur général adjoint de la Banque populaire maroco-centrafricaine (BPMC), puis administrateur-gérant de la Compagnie d’exploitation des tabacs de Centrafrique-Cameroun (CETAC) de Gamboula.

## Carrière politique
Fils d’un ami du président André Kolingba, il s’engage en politique comme militant et cadre du Rassemblement démocratique centrafricain (RDC), alors sous le régime du parti unique (avant 1991). Par la suite, il est élu député de Berbérati en 1998 et 2003, puis de Sosso-Nakombo en 2005. Candidat du RDC à l’élection présidentielle de 2011, il obtient le 4e résultat avec 4,61 % des suffrages exprimés. De nouveau candidat, mais cette fois indépendant, à la présidentielle de 2015, il recueille le 19e résultat avec 0,67 %. Le 5 mai 2016, il est nommé président de la Délégation spéciale de la ville de Bangui par décret du président Faustin-Archange Touadéra, en remplacement de Yacinthe Wodobodé.